# Deezer

Weltweite Verfügbarkeit von Deezer (Stand: 2023)

Deezer ist ein internationaler Musikstreaming-Dienst, der im August 2007 in Frankreich gegründet wurde. Deezer ist in mehr als 180 Ländern verfügbar und streamt einen Katalog von über 90 Millionen Titeln (Stand: Februar 2022) mit einer Bitrate von bis zu 320 kbit/s und – mit Deezer HiFi – 1411 kbit/s. Neben Musik haben Nutzer auch Zugriff auf Hörbücher, Hörspiele und Podcasts. Deezer finanziert sich teilweise aus Werbung und hat rund 16 Millionen aktive Nutzer.

## Geschichte

### Logos

Erstes Logo bis 2019
Logo von 2019 bis 2023
Aktuelles Logo

### Gründung und Anfangsjahre
Der Dienst wurde erstmals 2006 auf informeller Basis unter dem Namen Blogmusik.net gestartet. Eine Beschwerde der französischen Verwertungsgesellschaft SACEM führte jedoch im Februar 2007 zu seiner Schließung. Der Name wurde in Deezer geändert und der Betrieb am 22. August 2007 wiederaufgenommen.
Kurz nach der Eröffnung legte Universal Music eine Beschwerde ein, da nach deren Ansicht urheberrechtlich geschütztes Material unrechtmäßig bereitgestellt wurde.
Der Betreiber berief sich dagegen auf eine Vereinbarung mit der SACEM, die bereits vor dem Namenswechsel erfolgt war. Mit Sony BMG konnte Deezer dagegen bereits im Oktober 2007 eine Zusammenarbeit vereinbaren, die die Nutzung der Titel dieser Gesellschaft ermöglichen. Am 14. Mai 2008 unterzeichnete Universal Music France ein internationales Abkommen mit Deezer, das den Zugang zu ihrem Musik-Katalog ermöglicht.
Am 11. September 2008 meldeten Deezer und Warner Music International schließlich ein Abkommen zur Verfügbarmachung des Musikkatalogs des Major-Labels auf der Website.
Außer den Vereinbarungen mit drei der vier größten Plattenfirmen hat Deezer Verträge mit vielen selbstständigen Plattenfirmen abgeschlossen, wie Believe, Because Music, Beggars, The Orchard oder Naïve.
Im August 2007, dem ersten Monat, in dem Deezer offiziell den Betrieb aufgenommen hatte, verzeichnete die Plattform 773.000 Besucher. Die Anzahl der Nutzer stieg bis Mai 2008 auf 2,75 Millionen und kletterte bis Dezember 2009 auf sieben Millionen.
Trotz des hohen Benutzeraufkommens bekam Deezer fast zeitgleich finanzielle Probleme. So brachte es das Unternehmen im ersten Halbjahr 2008 auf einen Umsatz von lediglich 875.000 €, was nicht ausreichte, um die Lizenzgebühren zu bezahlen. Im Juli 2008 begann der Dienst daher auf seiner Plattform Werbung zu schalten. Im Oktober desselben Jahres sicherte sich Deezer dann eine Finanzierung in Höhe von 8,4 Millionen US$ von AGF Private Equity und CM-CIC Capital Prive. Damit erhöhte sich die Gesamtinvestition in das Unternehmen auf 15,8 Millionen US$.
Im Februar 2009 führte Deezer eine Registrierungspflicht ein, um genauere Nutzerdaten für zielgerichtete Werbeanzeigen ermitteln zu können. Im November 2009 wurde dann damit begonnen, Audio-Werbung zwischen Liedern zu schalten.
Am 5. November 2009 startete Deezer ein dreistufiges Angebotsmodell. Während der Dienst die Gratisversion beibehielt, kamen zwei zahlungspflichtige Abonnements hinzu. Für 4,99 € monatlich erhielten Nutzer eine bessere Soundqualität sowie Musik ohne Werbeunterbrechung, für 9,99 € monatlich gab es noch eine Offline-Nutzung für Computer sowie mobile Android-, BlackBerry- und iOS-Geräte dazu.
Im Januar 2010 verließ Jonathan Benassaya, der CEO und Mitbegründer von Deezer, das Unternehmen, nachdem weniger als 15.000 der 12 Millionen Deezer Nutzer die zahlungspflichtigen Abonnements abgeschlossen hatten. Zu seinem Nachfolger als CEO wurde Axel Dauchez ernannt.
Im August 2010 ging Deezer eine Partnerschaft mit dem französischen Mobilfunknetzbetreiber Orange ein. Dessen Kunden erhielten bei bestimmten Verträgen freien Zugang zum Deezer-Premium-Angebot. Schon bald nach dem Start der Partnerschaft stieg die Abonnentenzahl von Deezer-Premium von 6.000 auf 100.000 Nutzer monatlich. Anfang 2011 hatten bereits 500.000 Menschen ein kostenpflichtiges Deezer-Abo. Die Marke von einer Million Abonnenten wurde dann Mitte 2011 geknackt, ein halbes Jahr früher als geplant. Die beiden Unternehmen erweiterten ihre Partnerschaft im September 2011 um Orange-Vertragskunden in Großbritannien.
Ebenfalls im September desselben Jahres integrierte Deezer Facebook in seinen Service, um Nutzern das Teilen von Musik über den Social-Media-Dienst zu ermöglichen.

### Internationale Expansion und Finanzierung
Im Dezember 2011 gab Deezer bekannt, dass das Unternehmen plane, bis zum Ende des Jahres nach ganz Europa und 2012 auf den amerikanischen Kontinent mit Ausnahme der USA sowie nach Afrika, Südostasien und in weitere Länder weltweit zu expandieren. Bis zu diesem Zeitpunkt war der Dienst nur in Belgien, Frankreich und Großbritannien verfügbar.
Deezer brauchte allerdings noch bis zum März 2012, um seinen Service in ganz Europa verfügbar zu machen. In Australien, Kanada und Neuseeland ging der Dienst dann am 25. April 2012 an den Start. Am 8. Juni gab Deezer die Verfügbarkeit in 35 lateinamerikanischen Ländern bekannt mit Ausnahme von Brasilien, Kuba und Venezuela. Am 15. August teilte Deezer mit, dass sein Service auch in Indonesien, Malaysia, Pakistan, den Philippinen, Singapur und Thailand verfügbar werde.
Am 10. Oktober 2012 erhielt Deezer eine Investition in Höhe von 130 Millionen US-Dollar von der Beteiligungsgesellschaft Access Industries, die von dem Milliardär Leonard Blavatnik gegründet wurde. Ein Jahr zuvor hatte Access Industries bereits den Musikkonzern Warner Music Group für eine Summe von rund 3,3 Milliarden US-Dollar aufgekauft. Deezer nutzte die Investition, um weiter international zu expandieren, und gab kurz darauf bekannt, dass es in 76 neuen Märkten verfügbar sei, was die gesamte Länderanzahl auf 160 weltweit erhöhte.
Ende 2012 hatte Deezer rund drei Millionen zahlende Abonnenten von insgesamt sieben Millionen aktiven Nutzern monatlich und einen Katalog mit 20 Millionen Songs.
Im Januar 2013 setzte Deezer seine internationale Expansion in 22 neue Länder in Afrika, Asien, dem mittleren Osten sowie nach Brasilien und die USA fort. Somit stieg die Anzahl der Länder auf insgesamt 182. Der Markteintritt in die USA blieb zunächst jedoch nur auf eine begrenzte Zahl von Geräte-Partnerschaften mit Anbietern wie Sonos und Bose begrenzt. Im Juli 2016 wurde Deezer dann für alle Nutzer in den USA zugänglich.
Im April 2014 wurde bekannt, dass der bisherige globale CEO Axel Dauchez das Unternehmen bis September verlassen würde. Als Nachfolger berief Deezer Ende 2014 den deutschen Juristen und Manager Hans-Holger Albrecht, der die Position von Februar 2015 bis 2021 innehatte.
Im Oktober 2014 kaufte Deezer die Podcast-App Stitcher. Mit dem Zukauf erweiterte Deezer sein bestehendes Musikangebot um Radiosendungen und Podcasts. Zunächst standen die neuen Inhalte nur in Frankreich, Großbritannien und Schweden zur Verfügung. Seit Oktober 2015 gibt es Podcasts und Radio auch in Deutschland über Deezer zu hören. 2016 verkaufte Deezer Stitcher wieder, und zwar für 4,5 Millionen US-Dollar an das US-amerikanische Medienunternehmen E.W. Scripps Co. Inhalte wie Podcasts und Radio sind aber nach wie vor über Deezer abrufbar.
Im Januar 2016 erhielt Deezer erneut 100 Millionen Euro Kapital. Neben Access Industries investierte dieses Mal auch der französische Telekom-Konzern Orange in den Streaming-Dienst.
Anfang August 2018 bestätigte Deezer eine weitere Finanzierungsrunde in Höhe von 160 Millionen Euro. Wiederholt investierten Access Industries und Orange. Als neue Geldgeber kamen die arabische Rotana-Firmengruppe sowie die Kingdom Holding aus Saudi-Arabien an Bord. Im Zuge dieser neuen Finanzierung wird Deezer mit einer Milliarde Euro bewertet.
Im Oktober 2018 gab Deezer bekannt, dass der Streaming-Dienst ab sofort auch in arabischer Sprache verfügbar ist. Nutzer im Nahen Osten sowie in Nordafrika können zusätzlich zu Deezers internationalem Katalog auch exklusiv auf musikalische Inhalte des Katalogs der Rotana Group zugreifen. Zudem plant Deezer einen Standort in Dubai zu eröffnen.
Derzeit führt Deezer auf seiner Webseite 189 Länder auf, in denen sein Service derzeit verfügbar ist. Zudem gibt das Unternehmen an, 14 Millionen aktive Nutzer zu haben, die auf einen Katalog von über 56 Millionen Titeln zugreifen können (Stand: Dezember 2019).

### Deezer in Deutschland
Seit dem 15. Dezember 2011 ist das Angebot von Deezer auch in Deutschland verfügbar und seit Mitte 2012 hat der Dienst ein Büro in Berlin.
Am 10. Juni 2014 wurde bekannt, dass der Streaming-Dienst Ampya an Deezer verkauft wird. Die rund 400.000 Kunden werden von Deezer übernommen.
Nachdem am 1. Mai 2015 der Streaming-Dienst Simfy sein Angebot eingestellt hatte, wurden alle Kunden von Simfy zu Deezer weitergeleitet. Deezer sprach hierbei von einer Partnerschaft.
Seit September 2015 bietet Deezer in Deutschland neben Podcasts auch Hörbücher und Hörspiele an.

### Partnerschaften
Um neue potenzielle Kunden zu gewinnen, begann Deezer Partnerschaften mit Unternehmen zu vereinbaren, die einen großen Kundenkreis aufzuweisen haben. Dies sind:
- Reiseveranstalter 
 Dazu gehörten 2014 eine Partnerschaft mit dem Reiseveranstalter TUI, dessen Kunden bei Buchung einer Reise ein dreimonatiges Deezer-Premium-Probeabonnement erhielten.[43] Im selben Jahr kooperierte auch der Elektronikkonzern Samsung mit Deezer und bot Käufern seines Galaxy S5-Smartphones ein mehrmonatiges kostenloses Deezer-Probeabonnement an.[44]
- Weitere Sendeanstalten 
 Im November 2014 stieß der Fernsehsender Joiz Germany als Partner dazu. Teil der Partnerschaft waren Playlists, die von den Moderatoren zu verschiedenen Themen erstellt und auch in Form von moderierten Clipstrecken in das Programm integriert wurden. Des Weiteren spielte Joiz Germany in seiner wöchentlichen Chartshow Coffee & Charts die Top 30 der aktuellen Deezer Streaming-Charts. Zusätzlich sollten regelmäßig Premium-Abonnements verlost werden.[45]
- Telekommunikationsunternehmen 
 Eine weitere Vermarktungspartnerschaft, die 2014 hinzukam, besteht mit dem britischen Telekommunikationsanbieter Vodafone.[46] Vertragskunden können Deezer zu ihrem Vodafone-Tarif zu vergünstigten Konditionen hinzubuchen. Die Partnerschaft wurde 2016 auf zwei weitere Jahre verlängert.[47]
- Lebensmitteldiscounter 
 Ab 2016 gab es eine Partnerschaft mit dem Discounter Lidl.[48] Die Zusammenarbeit wurde jedoch zum 31. März 2018 beendet, da Lidl sein Streaming-Angebot, über das Deezer vergünstigt genutzt werden konnte, eingestellt hat.[49]
- Fahrradverleiher Deezer-nextbike-Station Berlin an der Landsberger Allee  

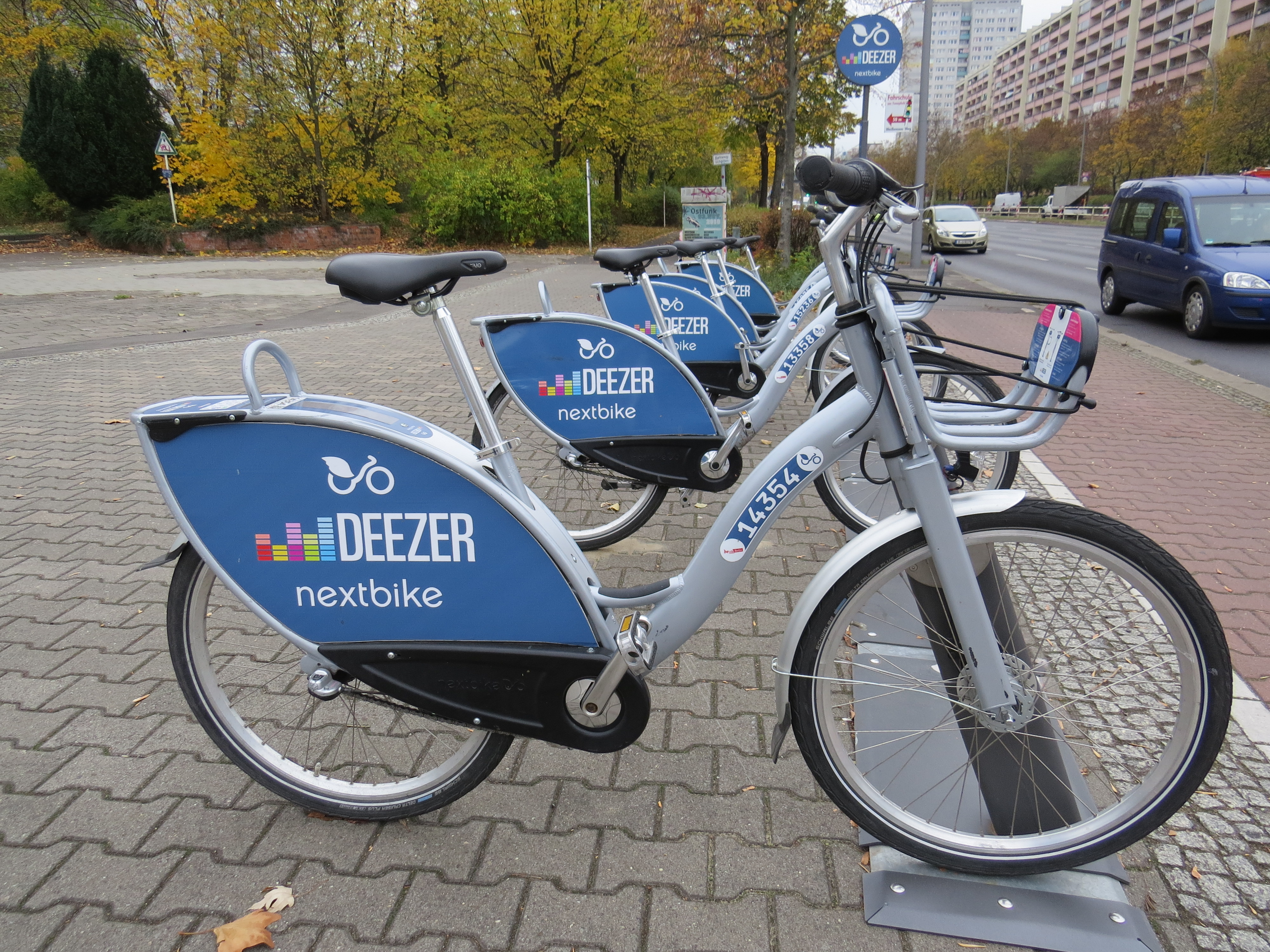
Deezer-nextbike-Station Berlin an der Landsberger Allee

 Seit Ende 2017 kooperiert Deezer mit nextbike, dem öffentlichen Fahrradverleihsystem der Stadt Berlin. Deezer hat hierfür ein eigenes Design eingeführt; die Fahrräder haben eine 3-Gang-Schaltung und sind mit derben luftbereiften Rädern ausgestattet. Inzwischen sind in Berlin mehrere feste Ausleihstandorte etabliert; die Ausleihe funktioniert berührungslos mit der Kunden-App von Deezer. Die bei Deezer bereits registrierten Nutzer können das Rad die ersten 30 Minuten kostenlos benutzen.[50]

## Funktionen

### Grundsatz
Um Deezer zu verwenden, muss sich der Nutzer zunächst über die Deezer-Website oder -App registrieren. Anschließend können unbegrenzt Musik, Hörbücher, Hörspiele und Podcasts gehört werden. In der kostenlosen Variante gibt es zwischen den einzelnen Titeln von Zeit zu Zeit Werbeeinblendungen.

### Flow
Die Flow-Funktion wird von Deezer als persönlicher Soundtrack bezeichnet. Es handelt sich dabei um einen patentierten Algorithmus, der anhand der Hörgewohnheiten des Nutzers für diesen einen endlosen Stream aus aktuellen Songs und Lieblingsliedern zusammenstellt.

### Offline-Modus
In der Bezahlvariante bietet Deezer einen Offline-Modus an. Dieser hat den Vorteil, dass sich Nutzer Titel herunterladen und auch ohne Internetverbindung anhören können. So wird z. B. beim Musikhören auf dem Smartphone der Verbrauch des Datenvolumens geschont.

### Songtexte
Seit 2014 hat Deezer eine Partnerschaft mit der kanadischen Songtextplattform LyricFind. In der Deezer-App können sich Nutzer über einen Klick auf das Mikrofonsymbol den vollständigen Text eines Liedes anzeigen lassen, während dieses abgespielt wird.

### Erkennung KI-generierter Musik
Seit Anfang des Jahres 2025 nutzt Deezer ein patentiertes Werkzeug um von künstlicher Intelligenz erstellte Musik automatisiert zu erkennen und zu kennzeichnen. KI-generierte Musik wird außerdem nicht mehr algorithmisch vorgeschlagen oder in redaktionell erstellten Playlist verwendet. Weiterhin wird gegen gefälschte Streams zum Zwecke des Abgreifens von Tantiemen vorgegangen. Laut Angaben Deezers soll Musik der verbreitetsten Generatoren für künstliche Musik mit „100-prozentiger Sicherheit“ erkannt werden.

### Podcast
Seit 2014 sind auf Deezer auch Podcasts zu hören. Wie beim Musikangebot sind auch die Podcasts in Kategorien eingeteilt und es gibt redaktionelle Empfehlungen. Seit 2016 produziert der Dienst mit den sogenannten „Deezer Originals“ auch eigene Podcast-Formate, die exklusiv auf der Plattform angeboten werden. Zu den Eigenproduktionen gehört z. B. „Das kleine Fernsehballett“, in dem die Moderatorin Sarah Kuttner und der Medienjournalist Stefan Niggemeier über TV-Shows und Serien plaudern.

### Hörbücher und Hörspiele
In Deutschland hat Deezer seit 2015 eine in seine Benutzeroberfläche integrierte Hörbuch-App. In dieser sind Hörbücher und Hörspiele in Kategorien unterteilt. Als erster Streamingdienst führte Deezer auch eine Lesezeichen-Funktion für Hörbücher ein, sodass der Nutzer den Titel genau an der Stelle weiterhören kann, wo er ihn zuvor unterbrochen hat.
Seit Mai 2020 wurde in Deutschland zusätzlich eine eigene Hörbuch-App „Deezer Audiobooks“ angeboten, die sich auf das Hörbuchangebot von Deezer konzentrierte. Im Januar 2023 wurde die App wieder eingestellt.

## Geräteunterstützung

### Desktop-PC und Laptop
Deezer kann über seine Website direkt im Browser genutzt werden. Zudem gibt es eine Desktop-App, die Nutzern eines zahlungspflichtigen Angebots zur Verfügung steht. Als Betriebssystem wird mindestens Windows 7 oder macOS ab „Mavericks“ benötigt. Auch für Windows-10-Geräte ist eine Deezer-App verfügbar.

### Mobile Geräte
Es existieren Deezer-Apps für Android- und iOS-Geräte; ehemals wurden auch BlackBerry- und Windows-Smartphones unterstützt.

### Smartwatch
Auf der Apple Watch kann Deezer seit 2016 genutzt werden, 2017 kamen auch Uhren mit Android Wear hinzu.
Seit 2018 ist Deezer auf verschiedenen Fitbit- (eingestellt seitens Fitbit im Mai 2023) und Garmin-Fitness-Smartwatches verfügbar.

### Audiosysteme und Lautsprecher
Deezer ist in eine Vielzahl von Soundsystemen integriert. Dazu gehören u. a. Geräte von Bang & Olufsen, Bose, Onkyo, Samsung, Sonos, Sony und Yamaha.

### Sprachassistenten
Seit 2017 unterstützt Deezer auch Google Home. Ein eigener Alexa Skill für Amazon Echo folgte 2018. Seit Mai 2021 unterstützt Deezer auch den HomePod von Apple.

### Smart-TV und Spielkonsolen
Seit 2011 ist Deezer bereits auf Smart-TV-Geräten von Samsung verfügbar, seit 2013 auch auf Fernsehern von Toshiba und LG. Es folgten Integrationen mit TV-Geräten von Panasonic, Philips, Sony Bravia sowie Bang & Olufsen. Nutzer von Android TV können sich ebenfalls eine Deezer-App herunterladen. Deezer ist auch kompatibel mit Chromecast sowie Amazon Fire TV.
Seit 2012 kann Deezer auf der Xbox 360 und seit 2018 auf deren Nachfolgemodell Xbox One genutzt werden.

### Autos
Deezer ist in verschiedene Auto-Infotainmentsysteme integriert. Es bestehen Integrationen mit den Systemen von BMW, des Fiat 500X, des Jeep Renegade und der MINI-Fahrzeuge. Hier kann der Dienst über den Board-Computer der jeweiligen Fahrzeuge bedient werden.
Seit 2015 ist Deezer auch für Apples CarPlay und seit 2016 für Android Auto verfügbar.

## Musiker auf Deezer

### Vergütung der Künstler
Ein Teil der Einnahmen wird an die Rechteinhaber weitergegeben, wobei Deezer keine direkten Verträge mit Künstlern hat. Laut einem Interview aus dem Jahr 2015 mit Deezers CEO Hans-Holger Albrecht zahlen Streamingdienste rund 70 Prozent ihrer Einnahmen an die Musiklabels und Vertriebe.
Die Höhe der Einnahmen pro Musikstück hängt von seinem Marktanteil ab und kann von Monat zu Monat unterschiedlich ausfallen. Dabei spielt es auch eine Rolle, ob der Song aus dem kostenfreien Angebot oder dem bezahlten Premium-Abonnement abgespielt wird und in welchem Land er gehört wird. Zum Beispiel zahlte Deezer in Frankreich im Jahr 2012 für jedes Anhören zwischen 0,005 € (0,5 Cent) und 0,035 € (3,5 Cent). Wie die Labels oder Vertriebe dieses Geld an Künstler letztlich ausschütten, hängt jedoch vom jeweiligen Vertrag ab, den der Künstler mit diesen abgeschlossen hat.
Deezer gab 2017 bekannt, dass es an einem nutzerzentrierten Lizenzmodell arbeite, um die Auszahlungen an Rechteinhaber neu zu strukturieren. Bei diesem neuen Modell sollen, vereinfacht gesagt, die Abo-Gebühren jedes Nutzers nach dessen Hörverhalten aufgeteilt werden und nicht mehr nach dem gesamten Marktanteil. Das neue Modell würde u. a. Streaming-Betrug erschweren und lokale Musiker würden mehr verdienen.

### Musikpiraterie und Streamripping
Wie bei anderen Streamingdiensten lassen sich alle verfügbaren Alben und Songs auf Deezer in der Bezahlversion z. B. auf dem Smartphone oder auch im für den Browser verfügbaren Offline-Modus speichern. Daher befürchten manche Künstler, dass mittels legaler Programme ihre Musik nicht in externen Bereichen wie Amazon oder iTunes gekauft wird, sondern über legale Programme in anderer Form heruntergeladen werden könnte, wodurch sie mit Einnahmeausfällen rechnen müssten. So ist es z. B. mittels eines Aufnahmeprogramms möglich, die gerade ablaufenden Musikstreams mit dem Programm aufzunehmen und anschließend als separate Datei (z. B. als MP3) zu speichern. Diese als Streamripping bezeichnete Methode ist ein bekanntes Problem in der Musikbranche. Gemäß dem Bundesverband der Musikindustrie liegen diese Urheberrechtsverletzungen in Deutschland jedoch unter dem weltweiten Durchschnitt.
In den letzten Jahren haben sich zahlreiche Musiker wie z. B. Taylor Swift, Herbert Grönemeyer oder Die Ärzte aufgrund der möglichen Musikpiraterie und der ihrer Meinung nach geringen Einnahmen immer wieder gegen Streamingdienste ausgesprochen. Teilweise stellten die Künstler ihre Musikkataloge den Diensten nicht zur Verfügung oder ließen sie wieder entfernen. Mit der zunehmenden Popularität der Streamingdienste heben viele Künstler ihren Boykott jedoch auf. So sind z. B. seit November 2018 auch die Alben der Band Die Ärzte auf Deezer, Spotify und anderen Diensten verfügbar.

## Angebote und Abos
Es gibt verschiedene Deezer-Angebote.
| Name    | Werbefrei | Bitrate                 | Musik hören                              | Sonstiges |
| ------- | --------- | ----------------------- | ---------------------------------------- | --- |
| Free    | nein      | 128 kbit/s MP3          | Unbegrenzt, mobil jedoch Einschränkungen | Auf dem Smartphone können Titel nur in der Zufallswiedergabe abgespielt werden, 6 Titel pro Stunde überspringbar, kein Offline-Modus                                                                                           |
| Premium | ja        | bis zu 1411 kbit/s FLAC | Unbegrenzt                               | Verfügbar auf mobilen Geräten (iOS, Android, Windows etc.), Audiosystemen und Lautsprechern, Internet-TVs, Spielekonsolen, Sprachassistenten und Wearables, offline hören möglich                                              |
| Student | ja        | bis zu 1411 kbit/s      | Unbegrenzt                               | Verfügbar auf mobilen Geräten (iOS, Android, Windows etc.), Audiosystemen und Lautsprechern, Internet-TVs, Spielekonsolen, Sprachassistenten und Wearables, offline hören möglich                                              |
| Family  | ja        | bis zu 1411 kbit/s FLAC | Unbegrenzt                               | Sechs Deezer-Premium Profile zu einem Preis, verfügbar auf mobilen Geräten (iOS, Android, Windows etc.), Audiosystemen und Lautsprechern, Internet-TVs, Spielekonsolen, Sprachassistenten und Wearables, offline hören möglich |